# Earias insulana
Earias insulana är en fjärilsart som beskrevs av Jean Baptiste Boisduval 1833. Earias insulana ingår i släktet Earias och familjen trågspinnare. Inga underarter finns listade i Catalogue of Life.